# Kabupaten Pidie Jaya
Kabupaten Pidie Jaya (indonesiska: Pidie Jaya) är ett kabupaten i Indonesien.   Det ligger i provinsen Aceh, i den västra delen av landet, 1 700 km nordväst om huvudstaden Jakarta. Antalet invånare är 138 589.